# Municipio G (Montevideo)
El Municipio G es uno de los ocho municipios en los que se encuentra administrativamente dividido el departamento de Montevideo, en Uruguay. Tiene su sede en Camino Castro n.º 730 de la ciudad de Montevideo.

## Historia
El municipio fue creado como "Municipio 7" a través del Decreto departamental N.º 33209 del 17 de diciembre de 2009, en cumplimiento de los artículos 262, 287 y la disposición transitoria de la Constitución de la República y la Ley N.º 18567 de descentralización política y participación ciudadana. A este municipio se le adjudicaron los siguientes distritos electorales: BRA, BRB, BRC, BZA, BZB y BZC del departamento de Montevideo. Forman parte de él los Centros Comunales Zonales (CCZ) 12 y 13. Su creación fue ratificada a través de la Ley N.º 18653 del 15 de marzo de 2010 por el Poder Legislativo.

## Ubicación, territorio y límites

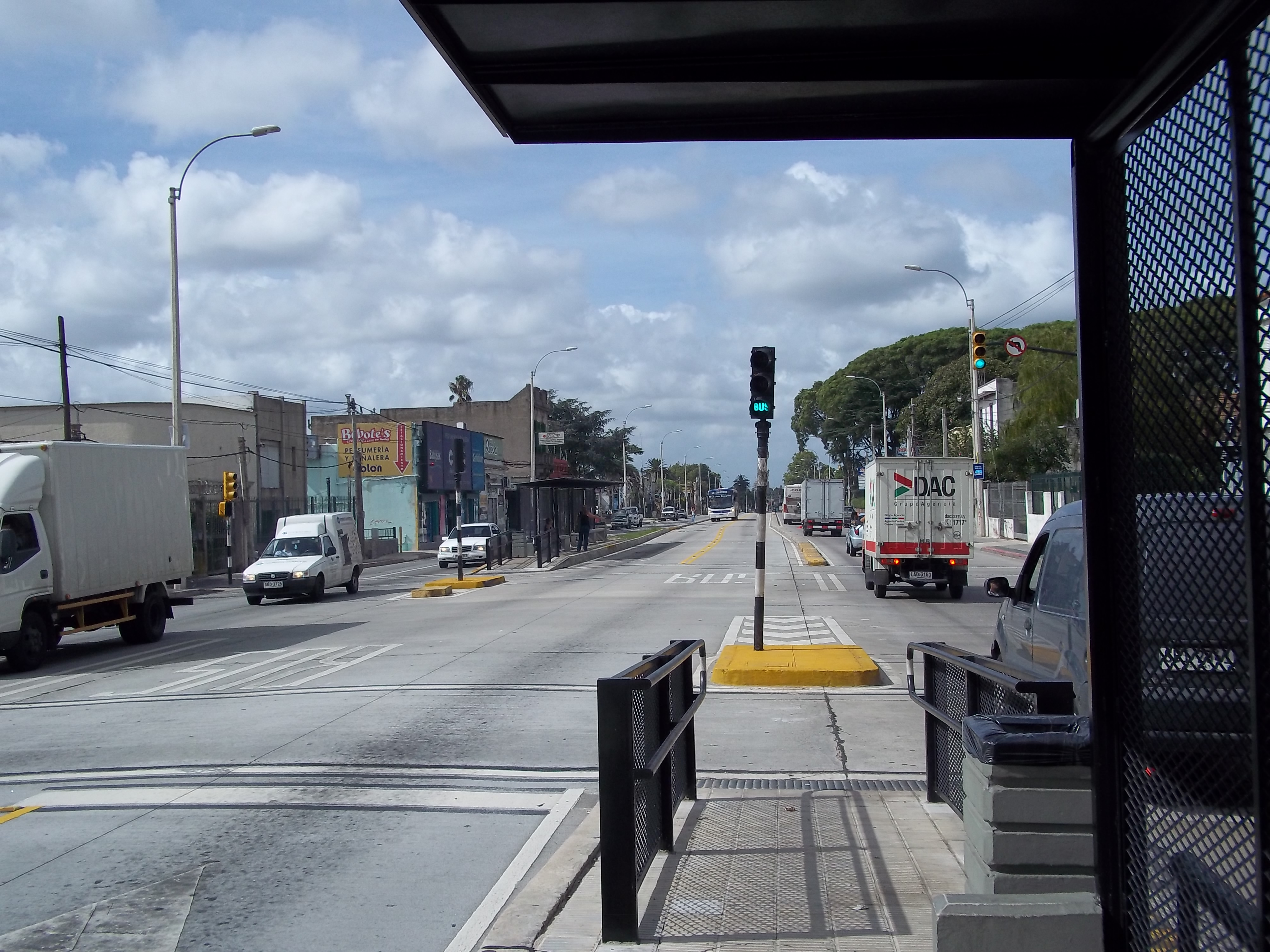
La Avenida Garzón en el municipio G

El municipio G comprende tanto zonas urbanas como rurales del departamento de Montevideo.
Sus límites territoriales fueron determinados por el Decreto N.º 33209, siendo éstos: arroyo Miguelete, Avenida Carlos M. de Pena, camino Lecocq, camino del Fortín, camino Tomkinson, camino de la Granja, camino Luis E. Pérez, camino de los Camalotes, Avenida de los Deportes, arroyo Melilla (Pista de Regatas), arroyo Las Piedras, y el límite departamental.
Quedan comprendidos dentro de sus límites los siguientes barrios:
| - Lezica - Melilla - Colón Sureste - Abayubá - Peñarol - Lavalleja - Paso de las Duranas | - Nuevo París - Sayago - Conciliación - Barrio Ferrocarril - Colón Centro - Colón Noroeste |

## Autoridades
La autoridad del municipio es el Concejo Municipal, compuesto por el Alcalde y cuatro Concejales.
| Nº | Alcalde                   | Partido       | Inicio del mandato      | Fin del mandato         | Observaciones     |
| -- | ------------------------- | ------------- | ----------------------- | ----------------------- | ----------------- |
| 1  | Gastón Silva              | Frente Amplio | 9 de julio de 2010      | 8 de julio de 2015      | Alcalde elegido   |
| 1  | Gastón Silva              | Frente Amplio | 9 de julio de 2015      | 26 de noviembre de 2020 | Alcalde reelegido |
| 2  | Leticia de Torres Álvarez | Frente Amplio | 27 de noviembre de 2020 | 2025                    | Alcaldesa elegida |

Concejales según período
| Período   | Concejales                | Partido político | Partido político           |
| 2010-2015 | Antonio Correa            |                  | Frente Amplio              |
| 2010-2015 | Daniel Abreu              |                  | Frente Amplio              |
| 2010-2015 | Carlos Borges             |                  | Frente Amplio              |
| 2010-2015 | Gabriel Gianolli          |                  | Partido Nacional           |
| 2015-2020 | Bolivar Dutra             |                  | Frente Amplio              |
| 2015-2020 | Alicia Pérez              |                  | Frente Amplio              |
| 2015-2020 | Manón Berrueta            |                  | Partido de la Concertación |
| 2015-2020 | María del Carmen Marichal |                  | Partido de la Concertación |
| 2020-2025 | Daniel Gil                |                  | Frente Amplio              |
| 2020-2025 | Arturo Tambasco           |                  | Frente Amplio              |
| 2020-2025 | Paulo Ortega              |                  | Coalición Republicana      |
| 2020-2025 | Raquel Verdún             |                  | Coalición Republicana      |